# Alvin et les Chipmunks (film)
Pour les articles homonymes, voir Alvin et les Chipmunks.
Série Alvin et les Chipmunks
Alvin et les Chipmunks 2
(2009)
Pour plus de détails, voir Fiche technique et Distribution.
Alvin et les Chipmunks (Alvin and the Chipmunks) est un film américain réalisé par Tim Hill, sorti en 2007.
Ce film est basé sur les personnages du même nom, créés par Ross Bagdasarian Sr., ayant déjà été mis à l'œuvre dans les différents singles du groupe fictif musical et dans la série populaire des années 1960 The Alvin Show, diffusée alors sur CBS en prime-time. Il s'agit donc d'une « adaptation » ou plutôt du renouveau des Chipmunks, cette fois-ci sur grand écran.
Mélangeant prises de vues réelles et images de synthèse, il a été suivi par Alvin et les Chipmunks 2 (2009), Alvin et les Chipmunks 3 (2011) et Alvin et les Chipmunks : À fond la caisse (2015).

## Synopsis
Alvin, Simon et Théodore sont un trio de tamias qui chantent tout le temps.
Ils sont un jour déplacés après que le sapin dans lequel ils vivaient a été abattu et donné à une maison de disques de Los Angeles. Pendant ce temps, Dave Seville, un auteur-compositeur en difficulté, présente une démo du directeur général de la maison de disques, également son ami et manager, Ian Hawke, qui la rejette. En sortant, Dave fait passer clandestinement un panier du label, ignorant que les tamias se rangent à l'intérieur.
Une fois qu'il découvre les tamias à l'intérieur de sa maison, il leur ordonne de partir, mais il change d’avis en les entendant chanter et les accueille, et ceux-ci en retour l'aident à poursuivre sa carrière en déclin en échange de nourriture et d'un abri.
Dave les baptise les Chipmunks (tamias en anglais), et après de nombreuses auditions, il les présente à Ian, mais les Chipmunks ne veulent pas se produire à cause du trac. Dave est licencié de son travail publicitaire parce que les tamias ont sans le savoir ruiné ses tableaux de présentation en dessinant et en écrivant dessus. Lorsque Dave dîne avec une ex-petite amie nommée Claire, les choses tournent mal lorsque les tamias créent une atmosphère romantique, où Claire le comprend et part.
Un jour, Dave et les Chipmunks ont un malentendu, ce qui conduit les Chipmunks à quitter Dave et à faire défection vers Ian. Désormais sous son aile, les Chipmunks deviennent un succès international. Mais malgré leur succès et leur jeune âge, ils deviennent accros au travail et ils finissent par s'épuiser, mais Ian leur recommande de faire du playback pour se revitaliser.
Alors qu'un concert à guichets fermés est prévu, Dave admet que les Chipmunks lui manquent et élabore un plan pour infiltrer la salle afin de revoir ses amis perdus depuis longtemps. Au moment où il arrive, le concert est complet, mais Claire intervient et le laisse entrer. Lorsque les tamias le voient dans le public, ils ont appris qu'ils étaient utilisés par Ian depuis le début, et ils se sont déshabillés, bloquant ainsi le concert.
La sécurité intervient pour maîtriser Dave, tandis qu'Ian enferme les tamias dans une cage pour les préparer à la tournée mondiale. Dave essaie de le convaincre de laisser partir les Chipmunks en disant qu'ils ont besoin d'une vraie vie, mais Ian refuse. Il monte dans une limousine, tandis que Dave le poursuit.
Il est dans sa voiture et les tamias arrivent à l'improviste, retrouvant ainsi l'humain qui les a rencontrés en premier. Ian révèle que les tamias ne sont pas là et que leurs espaces ont été remplis par des poupées parlant des langues étrangères.
Finalement, la fortune d'Ian disparaît, tandis que les Chipmunks se réconcilient avec Dave et que Claire est également à la maison.

## Fiche technique
Sauf indication contraire, les informations mentionnées dans cette section peuvent être confirmées par les bases de données cinématographiques IMDb et Allociné,  présentes dans la section « Liens externes ».
- Titre original : Alvin and the Chipmunks
- Titre français et québécois : Alvin et les Chipmunks[1]
- Réalisation : Tim Hill
- Scénario : Jon Vitti, Will McRobb, Don Rhymer[2] et Chris Viscardi, d'après une histoire de Jon Vitti et d'après les personnages créés par Ross Bagdasarian
- Musique : Christopher Lennertz
  - Direction musicale : Christopher Lennertz
- Direction artistique : Charlie Daboub
- Décors : Richard Holland
- Costumes : Alexandra Welker
- Photographie : Peter Lyons Collister
- Son : David Giammarco, Mildred Iatrou, Paul Massey, Erin Michael Rettig, William Stein
- Montage : Peter E. Berger
- Chorégraphie : Rosero McCoy
- Animation (supervision) : Andrew Arnett, Chris Bailey, Ruth Daly et Roberto Smith
- Production : Ross Bagdasarian Jr. et Janice Karman
  - Production déléguée : Michele Imperato Stabile, Arnon Milchan, Karen Rosenfelt et Steve Waterman
  - Production associée : Michele Panelli-Venetis
- Sociétés de production : Twentieth Century Fox Animation et Bagdasarian Productions, en association avec Dune Entertainment III, présenté par New Regency Productions et Fox 2000 Pictures
- Sociétés de distribution : Twentieth Century Fox (États-Unis) ; Twentieth Century Fox France (France) ; Fox-Warner (Suisse)
- Budget : 60 millions de $[3] ; 70 millions de $[4]
- Pays de production :  États-Unis
- Langues originales : anglais, français, espagnol, japonais
- Format : couleur — 35 mm — 1,85:1 (Panavision) — son Dolby / SDDS / DTS
- Genre : comédie, musical, aventure, animation
- Durée : 92 minutes
- Dates de sortie[5] :
  - États-Unis, Québec : 14 décembre 2007[1]
  - France, Belgique, Suisse romande : 19 décembre 2007[6],[7],[8]
- Classification :
  - États-Unis : des scènes peuvent heurter les enfants - accord parental souhaitable (PG - Parental Guidance Suggested)[N 1]
  - France : tous publics (conseillé à partir de 6 ans)[6],[9]
  - Belgique : tous publics (jeune public) (Alle Leeftijden)[7]
  - Suisse romande : tous publics[10]
  - Québec : tous publics (G - General Rating)[1]

## Distribution
- Jason Lee (VF : Jérôme Pauwels ; VQ : Daniel Picard) : David « Dave » Seville
- David Cross (VF : Marc Perez ; VQ : Gilbert Lachance) : Ian Hawke
- Jane Lynch (VQ : Claudine Chatel) : Gail
- Justin Long (VF : Emmanuel Garijo (dialogues) ; Georges Costa (chansons) ; VQ : Hugolin Chevrette-Landesque) : Alvin Seville (voix)
- Matthew Gray Gubler (VF : Mathias Kozlowski (dialogues) ; Michel Costa (chansons) ; VQ : Bernard Fortin) : Simon Seville (voix)
- Jesse McCartney (VF : Alexis Tomassian (dialogues) ; Pascal Lafarge (chansons) ; VQ : François Sasseville) : Théodore Seville (voix)
- Kevin Symons : Ted
- Frank Maharajh : Barry
- Veronica Alicino : Amy
- Beth Riesgraf : la mère dans le magasin
- Adriane Lenox : Vet
- Erin Chambers : l'attachée de presse
- Cameron Richardson (VF : Nancy Sinatra ; VQ : Catherine Bonneau) : Claire Wilson
Version française
  - Studio de doublage : Dubbing Brothers[11]
  - Direction artistique : Valérie Siclay (dialogues), Georges Costa (chansons)
  - Adaptation des dialogues : Agnès Dusautoir

## Production
C'est le deuxième film d'Alvin et les Chipmunks. Le premier étant Les Aventures des Chipmunks sorti en 1987 qui n'a pas eu de succès escompté faute de moyens financiers.
Le rôle de Dave Seville était à l'origine écrit pour John Travolta avant que Jason Lee n'obtienne le rôle.

## Accueil

### Box-office
| Pays ou région | Box-office                              |
| -------------- | --------------------------------------- |
| États-Unis     | 217 326 336 $                           |
| France         | 1 016 772 entrées                       |
| Reste du monde | 143 251 670 $ (dont France 8 877 529 $) |
| Total          | 360 578 006 $                           |
| Rentabilité    | 515 %                                   |

Le film demeure en effet un énorme succès commercial faisant 360 578 006 $ de recettes mondiales, atteignant un taux de rentabilité très élevé de 515 %.

## Distinctions

### Récompenses2008
- American Music Awards : American Music Award de la bande originale préférée
- BMI Film and TV Awards : Prix BMI de la meilleure musique de film pour Christopher Lennertz
- Kids' Choice Awards : Blimp Award du film préféré

### Nominations2008
- KIDS FIRST! Film Festival : meilleur long métrage, 5–8 ans
- Young Artist Awards : meilleur long métrage familial (fantastique ou musical)

### Récompense2012
- Guild of Music Supervisors Awards : GMS Award de la meilleure supervision musicale dans les films d'un budget supérieur à 20 millions de dollars pour Julia Michels

## Éditions en vidéo
- En France, le film Alvin et les Chipmunks est sorti en DVD[13] et Blu-ray[14] le 19 novembre 2008. Plusieurs rééditions en DVD et Blu-ray ont eu lieu entre 2010 et 2016[15]. Le film est également sorti en VOD le 1er août 2018[6].
- Au Québec, le film est sorti en DVD le 1er avril 2008[1].

## Suites
Le succès rencontré a poussé les producteurs, ainsi que Twentieth Century Fox, à continuer la série avec les sorties de:    Alvin et les Chipmunks 2 , en 2009;  Alvin et les Chipmunks 3 , en 2011; et  Alvin et les Chipmunks : À fond la caisse,  en 2015.